# 파일 전송
파일 전송(File transfer)은 통신 채널을 경유하여 한 컴퓨터 시스템에서 다른 컴퓨터 시스템으로 컴퓨터 파일을 전송하는 것이다. 일반적으로 파일 전송은 통신 프로토콜에 의해 중재를 받는다. 컴퓨팅의 역사에서 수많은 파일 전송 프로토콜들이 여러 환경에 맞추어 설계되어 있다.

## 프로토콜
파일 전송 프로토콜은 두 개의 컴퓨팅 종단점 간에 어떻게 파일들을 전송할지를 기술하는 방식이다. 파일 시스템의 단일 단위로서 저장되는 파일의 비트 스트림뿐 아니라 일부는 파일 이름, 파일 크기, 타임스탬프 등 관련 메타데이터, 심지어는 파일 시스템 권한과 파일 특성도 전송한다.
일부 예는 다음과 같다:
- 파일 전송 프로토콜은 오래된 크로스 플랫폼 파일 전송 프로토콜이다.[1]
- SSH 파일 전송 프로토콜은 시큐어 셸(SSH) 프로토콜에 의해 안전하게 파일을 전송할 수 있게 하는 프로토콜이다.
- 시큐어 카피(scp)는 시큐어 셸(SSH) 프로토콜 기반이다.
- HTTP는 파일 전송을 지원한다.
- 비트토렌트, 그누텔라 등 분산 파일 전송 시스템은 P2P를 사용한다.
- 시스템 네트워크 아키텍처에서의 LU 6.2 Connect:Direct와 XCOM 데이터 트랜스포트는 전통적으로 파일 전송을 위해 사용된다.
- 수많은 인스턴트 메신저 및 LAN 메신저 시스템은 파일 전송 기능을 지원한다.
- 컴퓨터는 USB 플래시 드라이브와 같은 주변 기기로 파일을 전송할 수 있다.
- 다이얼업 모뎀 널 모뎀 링크는 XMODEM, YMODEM, ZMODEM과 같은 것들을 사용했다.

## 같이 보기
- 파일 공유
- 푸시 기법